# Apostolos Tzitzikostas

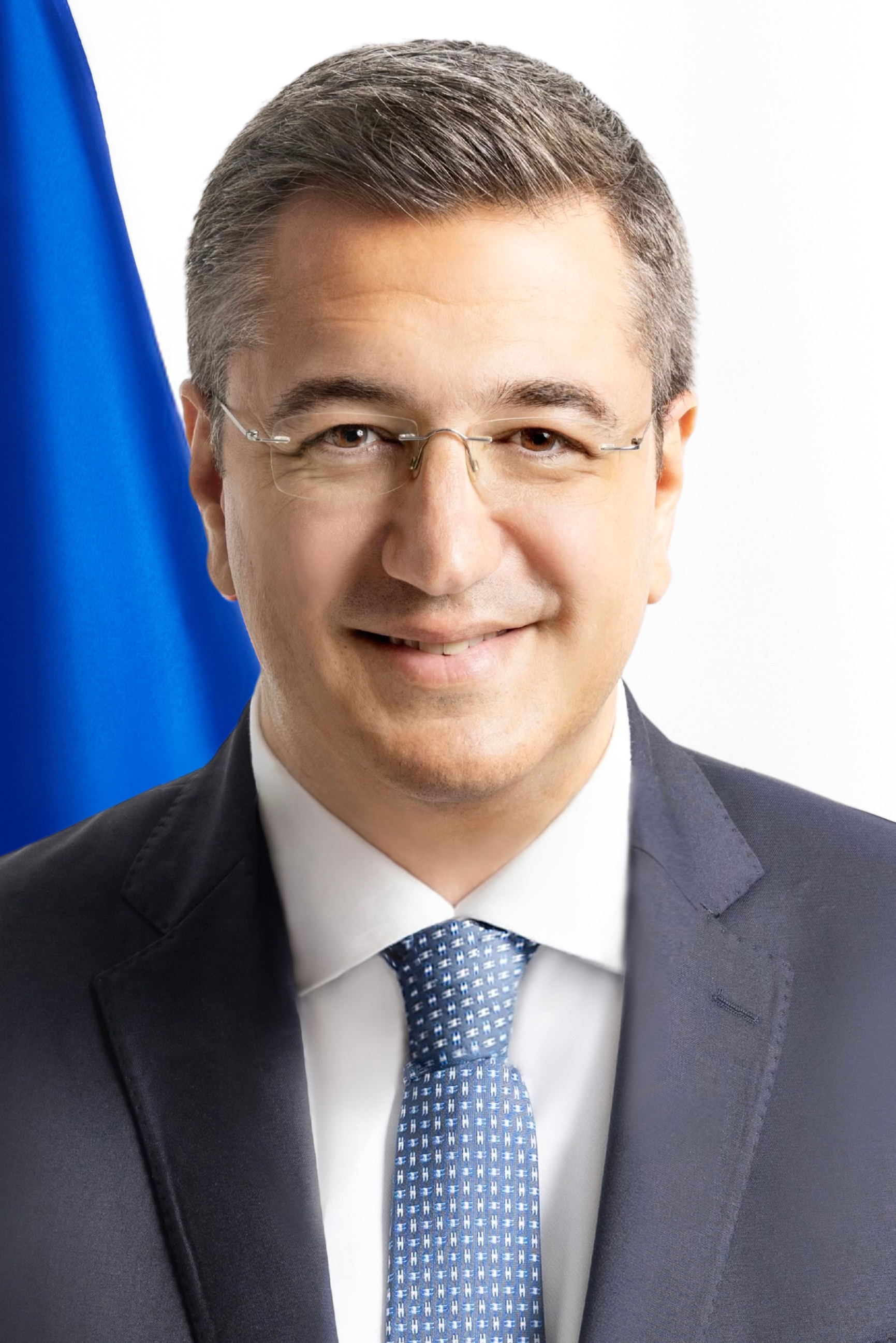
Tzitzikostas in 2024

Apostolos Tzitzikostas (Grieks: Απόστολος Τζιτζικώστας) (Nymfaio, Florina, 2 september 1978) is een Grieks politicus namens de partij Nea Dimokratia. Van 2013 tot 2024 was hij tevens gouverneur van Centraal-Macedonië. Hij werd in 2020 verkozen tot voorzitter van het Europees Comité van de Regio's.

## Biografie
Apostolos Tzitzikostas is de zoon van Georgios Tzitzikostas, minister van Macedonië en Thracië. Apostolos Tzitzikostas ging studeren in de Verenigde Staten, waar hij een opleiding internationale politiek en diplomatie volgde aan de Universiteit van Georgetown. Hierna werkte hij enige tijd in het United States House Committee on Foreign Affairs (bij het Amerikaanse Huis van Afgevaardigden). Hij sloot zijn studie af met een Master of Science aan het University College London, waarna hij terugkeerde naar Griekenland. In 2001 begon hij zijn eigen bedrijf in zuivelproducten, dat later is overgenomen door Mevgal.
Van 2003 tot 2007 was Tzitzikostas actief als bestuursvoorzitter. Van 2005 tot 2007 werkte hij bij afdeling in Thessaloniki van het Center for Political Research and Communication, een liberale Griekse denktank.

### Politieke carrière
Bij de Griekse parlementsverkiezingen van 2007 stelde Tzitzikostas zich verkiesbaar op de lijst van Nea Dimokratia in het kiesdistrict Thessaloniki A, waarna hij als parlementslid werd verkozen. Bij de verkiezingen van 2009 verloor hij zijn zetel weer, maar hij werd wel door zijn eigen partij aangesteld als plaatsvervangend hoofd inzake het beleid ten aanzien van Griekse diaspora.
Bij de plaatselijke verkiezingen van 2010 werd Tzitzikostas verkozen tot plaatsvervangend gouverneur van de regio Centraal-Macedonië. Op 5 januari 2013 volgde hij de in opspraak geraakte gouverneur van dit gebied, Panagiotis Psomiadis, op.
Later in 2013 kwam Tzitzikostas zelf onder vuur te liggen, omdat hij de omstreden partij Gouden Dageraad toestemming gaf aanwezig te zijn op Ochi-dag.
Bij de plaatselijke verkiezingen van 2014 won Tzitzikostas in de tweede ronde van Giannis Ioannidis met een ruime meerderheid van 71.01%. Op 26 januari 2015 trad hij bovendien toe tot het Europees Comité van de Regio's, waar hij op 12 februari 2020 verkozen werd tot voorzitter.
Bij de verkiezingen om het voorzitterschap van zijn partij van 2015-16 was hij een van de vier kandidaten.